# Mani pelose

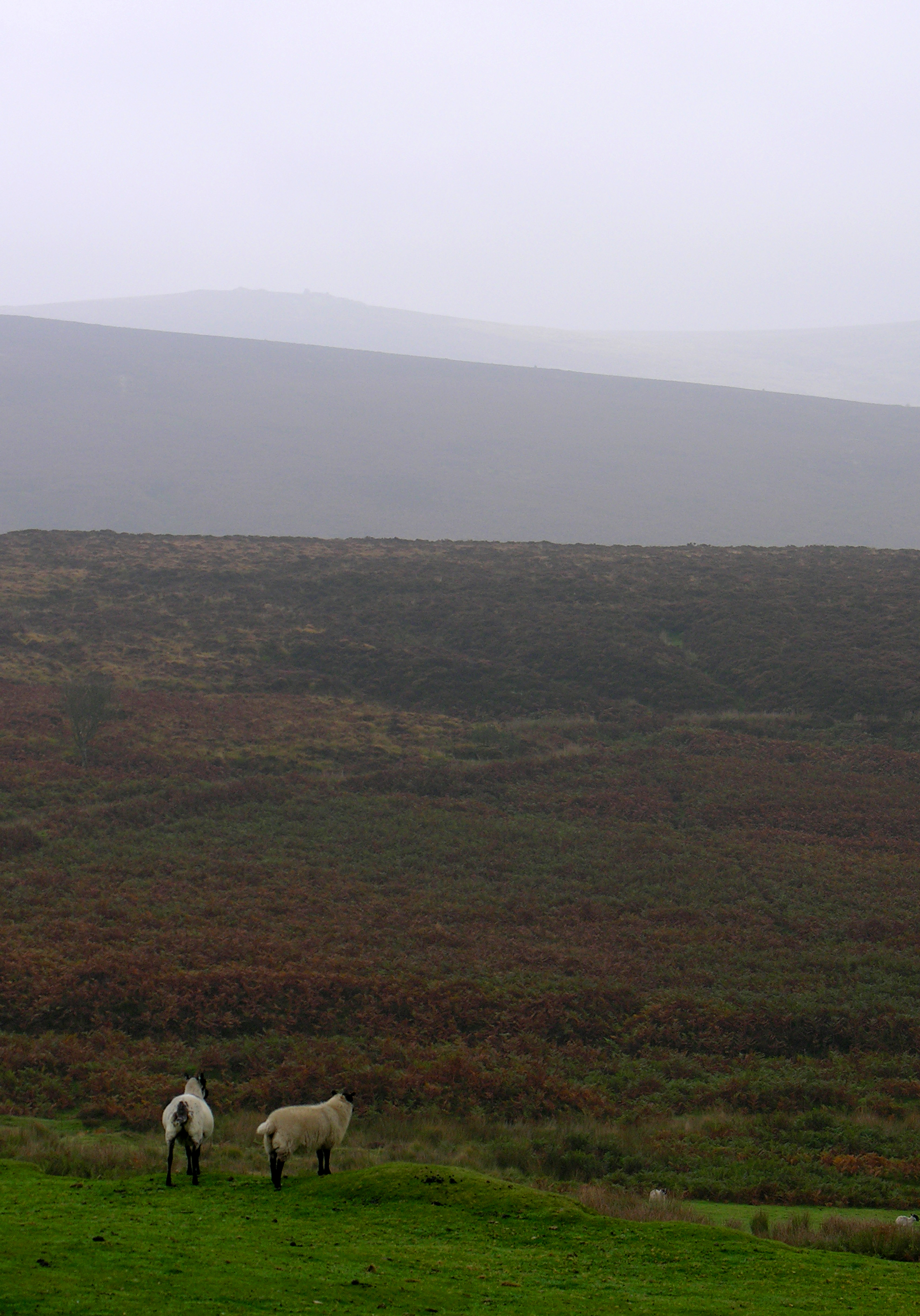
Il paesaggio di Dartmoor ha nel tempo incoraggiato la nascita di numerose leggende sul posto.

Il mani pelose è un fantasma protagonista di numerose storie a Dartmoor nella contea inglese del Devon. Si dice abbia attaccato diversi automobilisti nel corso del XX secolo.

## Luogo
Secondo la leggenda il "mani pelose" avrebbe sede a Postbridge, Dartmoor, e precisamente lungo la strada oggi nota come B3212.
Secondo la storia che lo riguarda, il "mani pelose" è composto da un paio di mani slegate dal corpo che si attaccherebbero al volante delle macchine o al manubrio delle motociclette spostando la vittima fuoristrada. In alcuni casi queste mani sono state descritte come invisibili.

## Incidenti
Sin dal 1910, motociclisti ed automobilisti hanno riportato la presenza di incidenti inusuali nella strada tra Postbridge e Two Bridges. In molti casi le vittime riportarono di come il loro veicolo fosse stato violentemente spostato fuori strada, uscendo completamente dal loro controllo.
In molti casi le vittime sopravvissero ma localmente permangono alcuni casi curiosi come quello del dr. E. H. Helby, il medico ufficiale della Prigione di Dartmoor che morì nel giugno del 1921 quando la sua motocicletta venne sbalzata violentemente di lato alla strada. Le sue due figlie, che si trovavano nel sidecar accanto a lui, rimasero illese. Alcune settimane dopo la morte del dr. Helby, una carrozza perse il controllo arrecando danni a diversi passeggeri, alcuni dei quali vennero letteralmente sbalzati fuori dai loro sedili. Il 26 agosto 1921, un capitano d'esercito disse di aver notato due mani invisibili che gli spostavano il manubrio della motocicletta sino a farlo finire fuori strada. La storia giunse bene presto agli onori della cronaca sino a Londra e divenne un caso nazionale.
In Supernatural Dartmoor di Michael Williams, si trova la storia raccontata dal giornalista e scrittore Rufus Endle. Egli raccontò che, mentre guidava presso Postbridge, "un paio di mani si aggrapparono alle ruote e dovetti lottare per mantenere il controllo". Riuscì ad evitare la collisione e le mani scomparvero inesplicabilmente come erano arrivate. Egli chiese a Williams di non pubblicare la sua storia sino alla sua morte per non scadere nel ridicolo.
Non tutti gli incidenti riguardavano veicoli in movimento. In un incidente, nel 1924, una donna che era accampata col marito nella brughiera disse di aver visto delle mani che tentavano di accedere alla loro roulotte durante la notte. Disse anche che le mani scomparvero dopo che ella si fu fatta il segno della croce.

## Spiegazioni

### Spiegazioni ufficiali
Dopo che la storia del "mani pelose" apparve sulla stampa nazionale, iniziarono diverse indagini sul percorso della strada. Venne stabilito innanzitutto dai rilievi che la strada in alcuni punti raggiungeva livello scoscesi e molto pericolosi ed era stata alterata.

### Scetticismo locale
Secondo gli scettici locali, gran parte degli incidenti vennero causati da persone che non erano familiari con la strada che stavano percorrendo e che guidavano troppo veloce o che si spostavano troppo sul bordo strada che, essendo scosceso, li portava ad uscire fuori strada.

### Soprannaturali
Gran parte delle storie relative al "mani pelose" non ne specificano l'origine né ne indicano un proposito specifico nell'attaccare automobilisti e motociclisti sull'area della strada. Diverse versioni locali della storia attribuiscono la presenza delle mani ad un uomo senza nome che morì anni prima in un incidente su quella stessa strada.